# Attentat de la rue de Rennes
L'attentat de la rue de Rennes est un attentat perpétré le mercredi 17 septembre 1986 dans le 6e arrondissement de Paris, au 140 de la rue de Rennes devant le magasin Tati (et le siège du magazine Le Point). L'engin explosif éclate à 17 h 20 dans une poubelle municipale fixée au sol sur le trottoir, à trois mètres des vitrines, et fait sept morts et cinquante-cinq blessés.

## Contexte historique

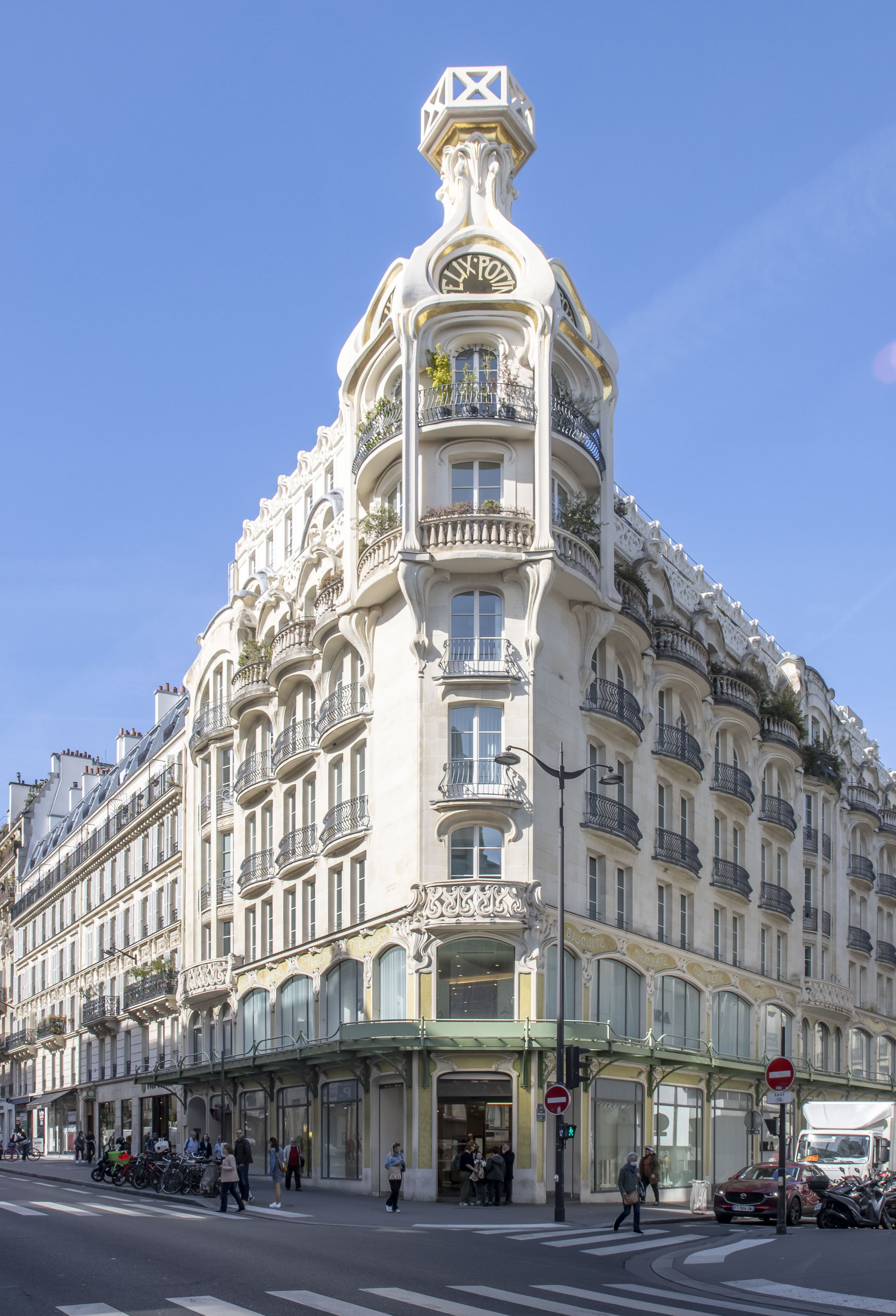
Immeuble Félix Potin au 140 rue de Rennes, lieu de l'attentat.

Il s'agit du dernier et du plus meurtrier des quatorze attentats revendiqués par le « Comité de solidarité avec les prisonniers politiques arabes et du Proche-Orient », fomenté par Fouad Ali Saleh pour le compte du Hezbollah libanais avec pour objectif de faire cesser le soutien apporté par la France à l'Irak dans le conflit qui l'oppose à l'Iran et d'obtenir les libérations de trois terroristes détenus en France : Anis Naccache (réseau iranien), Georges Ibrahim Abdallah (réseau libanais FARL) et Varoujan Garbidjian (réseau arménien ASALA). Cette période est nommée « septembre noir » et s'achève définitivement avec l'arrestation de Fouad Ali Saleh le 21 mars 1987 par les policiers de la Direction de la Surveillance du territoire (DST) et la neutralisation de son réseau.
L'attentat fut d'abord attribué par le ministre de l'Intérieur, Charles Pasqua, et par son ministre délégué à la sécurité, Robert Pandraud, aux Fractions armées révolutionnaires libanaises (FARL), une organisation communiste à laquelle Georges Ibrahim Abdallah avait appartenu. Robert Pandraud reconnaitra ultérieurement : « Je me suis dit qu'au fond mettre en avant la piste Abdallah ne ferait pas de mal, même si ça ne faisait pas de bien. En réalité, nous n'avions alors aucune piste. » L'ensemble de la presse française reprit cette thèse, contribuant à alourdir la condamnation de Georges Ibrahim Abdallah (réclusion à perpétuité). Le juge antiterroriste Alain Marsaud soulignera dans ses mémoires intitulés Avant de tout oublier : « Il est désormais évident qu'Abdallah fut en partie condamné pour ce qu'il n'avait pas fait ».

## Victimes de l'attentat
Les sept victimes de l'attentat sont les suivantes :
- René Bastong
- Audrey Benghozi
- Claudie Béral
- Anil Mamadali
- Linda Medioni Lajus
- Micheline Peyrat
- Mouktar Tahirali